# Ashen (Computerspiel, 2004)
Ashen ist ein von Torus Games entwickelter und von Nokia herausgegebener Ego-Shooter. Das Spiel wurde am 17. Juni 2004 für das Nokia N-Gage veröffentlicht. Das Spiel wurde Ende 2003 von Nokia angekündigt und auf der Cebit 2004 erstmals präsentiert.
In der Stadt Seven River City ereignen sich mysteriöse Phänomene. Wie alle Einwohner, floh Jacob Ward aus Seven River City, muss aber in die Stadt zurückkehren, um seine Schwester zu retten.
Das Spiel ist in acht 3D-Level unterschiedlicher Größe unterteilt. Das Spiel beginnt in einem Kellergewölbe und führt die Spielfigur über Dächer und durch die Kanalisation durch die Stadt. Das Spiel bietet neun Waffen und einen Mehrspielermodus via Bluetooth mit vier Karten. Bis September 2010 wurden Funktionen über N-Gage Arena an.

## Rezeption
Ashen hat durchschnittliche Rezensionen bekommen. GamePro pries das Level-Design, die Grafik und den Sound im Vergleich zu Shootern auf dem Game Boy Advance.